# Castello di Attre
Il castello di Attre è un elegante palazzo del XVIII secolo situato sulla riva orientale del Dendre, all'interno della giurisdizione della città di Attre nella provincia di Hainaut, Vallonia, Belgio. In tipico classico, è uno dei pochi castelli belgi che hanno conservato l'intero arredamento d'epoca. Il castello è classificato come importante sito per il patrimonio culturale della Vallonia.

## Storia
Il castello fu costruito nel 1752 dal conte di Gomegnies François- Philippe Franeau di Hyon, sulle fondamenta di una più antica roccaforte. L'arredamento degli interni in stile Luigi XV è dovuta a suo figlio, Franz Ferdinand, ciambellano alla corte dell'Imperatore del Sacro Romano Impero Giuseppe II d'Austria.
La governatrice dei Paesi Bassi, l'arciduchessa Maria-Cristina (sorella di Giuseppe II) e suo marito, Alberto di Sassonia, visitavano spesso il castello di Attre per le battute di caccia nei boschi circostanti (1782-1788). Una roccia artificiale, con un padiglione sulla sommità, fu eretta nel parco per servire come punto di osservazione .
Nel 1814 il castello passò per matrimonio alla famiglia Casa Val de Beaulieu.
Ora il castello è di proprietà della famiglia di Meester di Heyndonck.

## Patrimonio
- Quattro colonne erette nella zona d'ingresso (due su ciascun lato della strada) provenienti dal coro dell'ex-Abbazia di Cambron.
- Il vasto prato d'onore è ornato da due padiglioni in stile Luigi XVI.
- La facciata del castello è di grande sobrietà e purezza neoclassica. La parte centrale, leggermente sporgente, è sormontata da un timpano triangolare e si conclude ai lati in due padiglioni angolari.
- La hall d'ingresso (che serviva anche come una cappella) è arricchita da una grande scalinata progettata dall'architetto Jacques-François Blondel.
- Molte opere d'arte decorano il castello, da delle nature morte di Frans Snyders a dei dipinti di Hubert Robert. Le decorazioni murali, come la carta da parati, sono originali.
- Nel parco (17 ettari), attraversato dal Dendre orientale, si erge una colombaia del XVII secolo. La roccia artificiale, con corridoi sotterranei, è alta 24 metri e sormontata da un padiglione.

## Galleria d'immagini

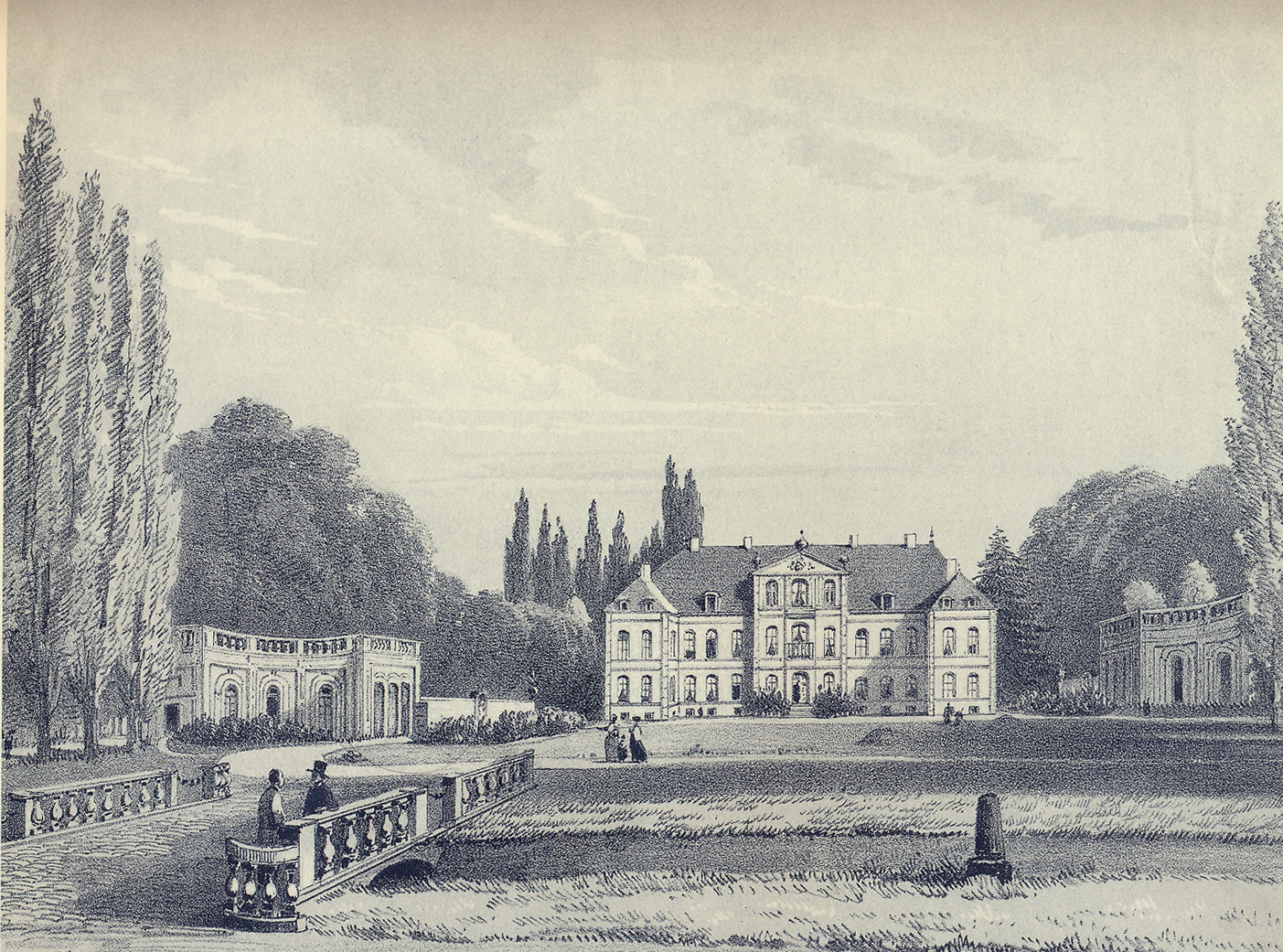
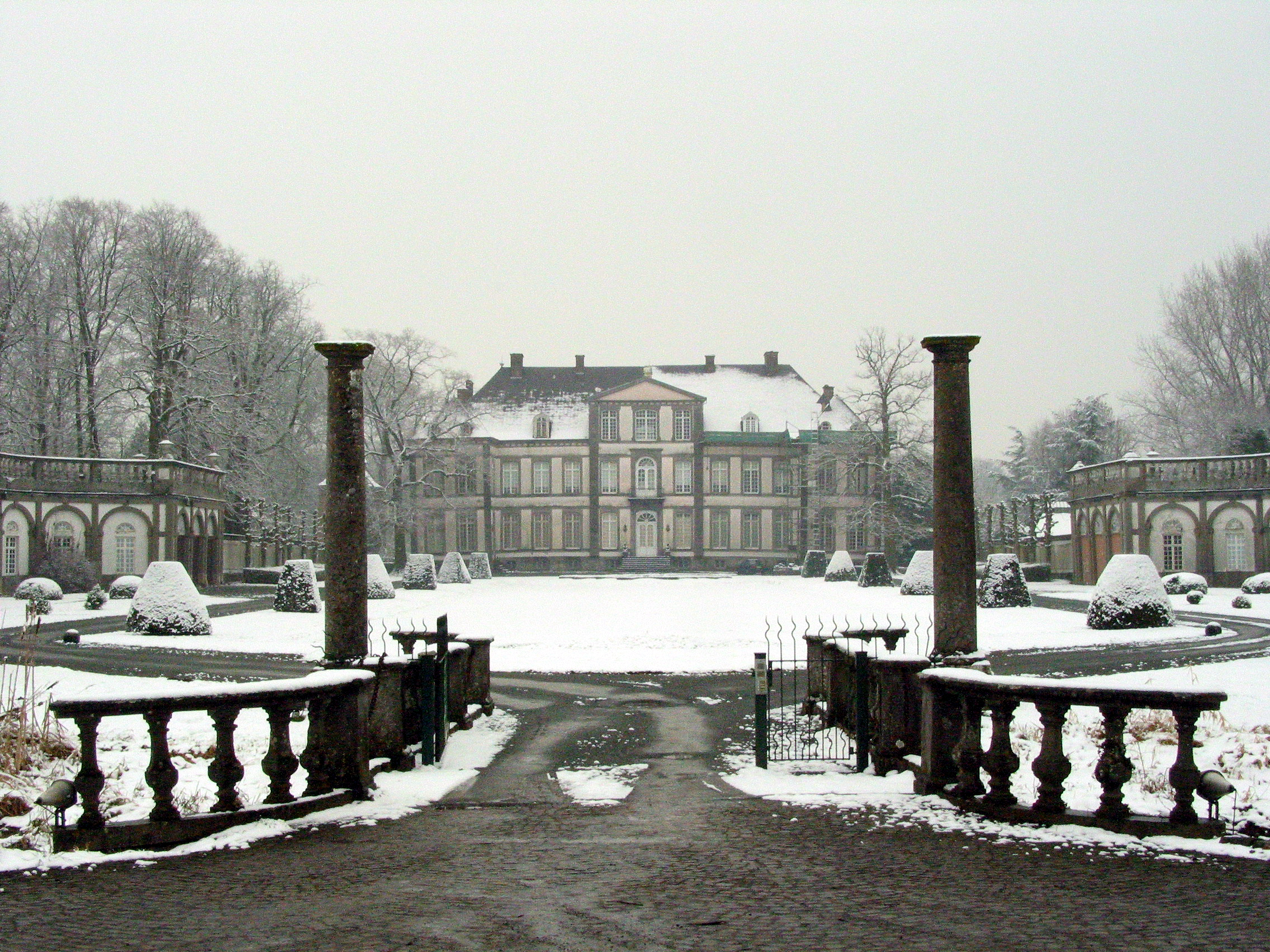
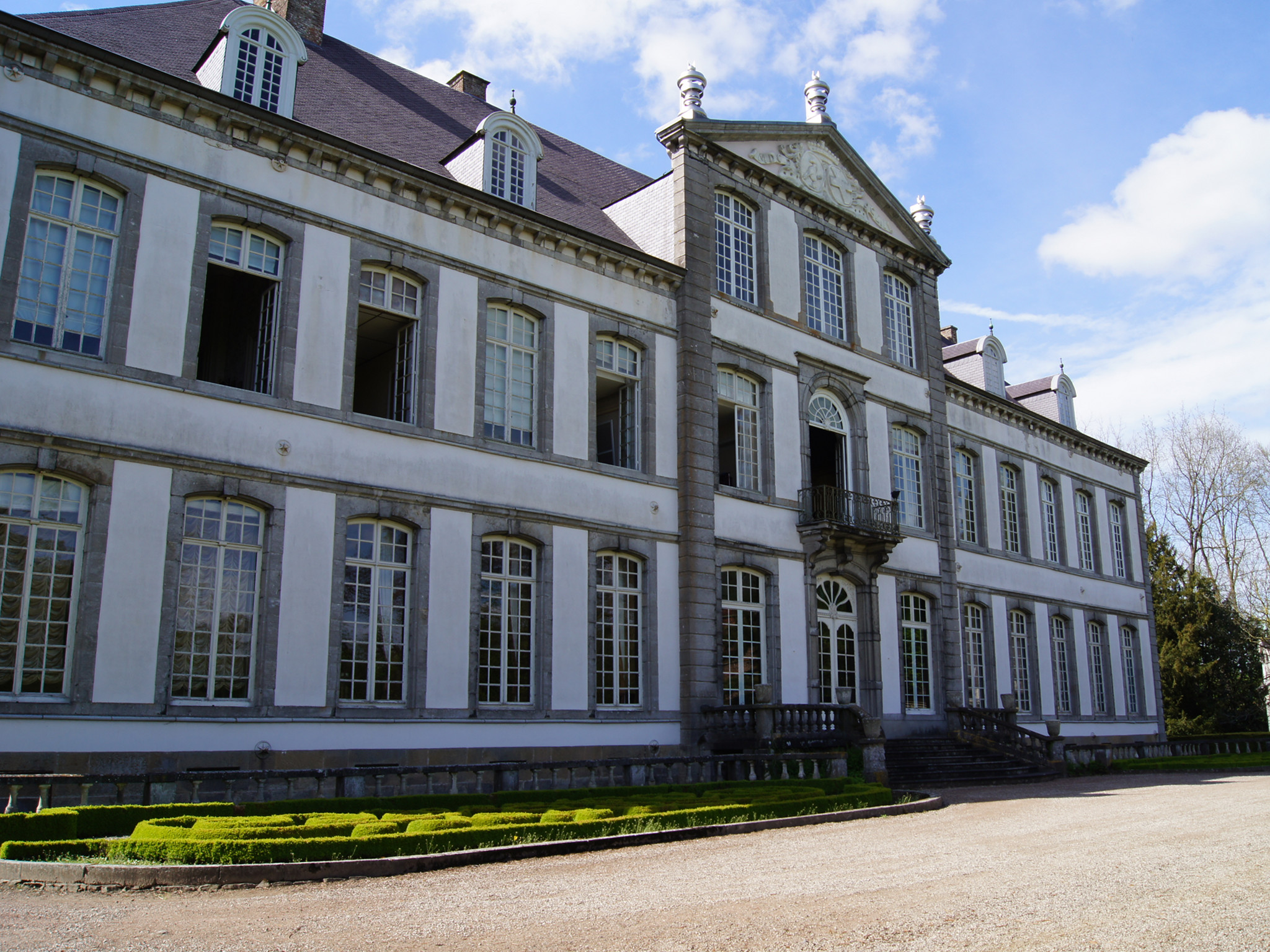
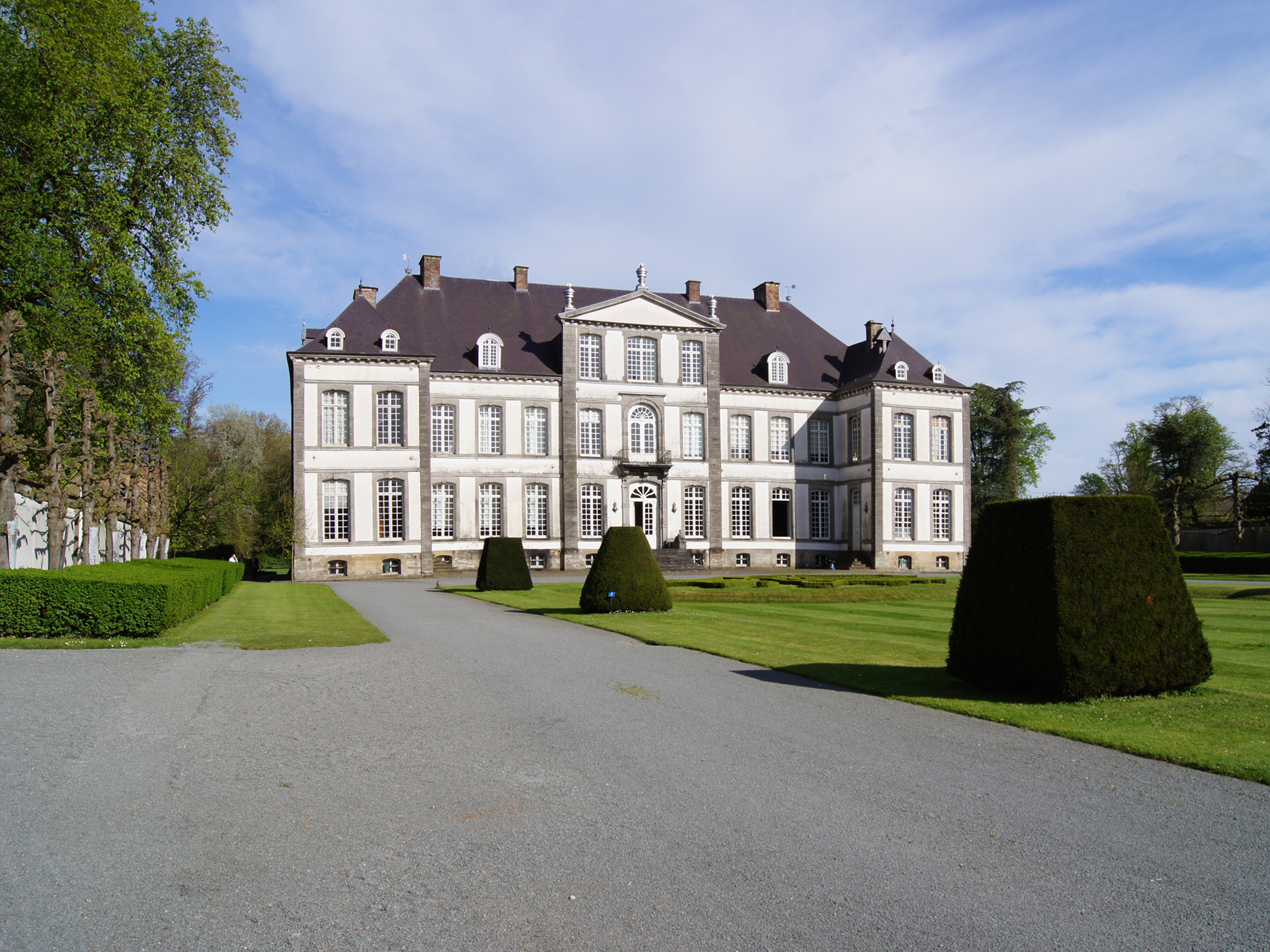
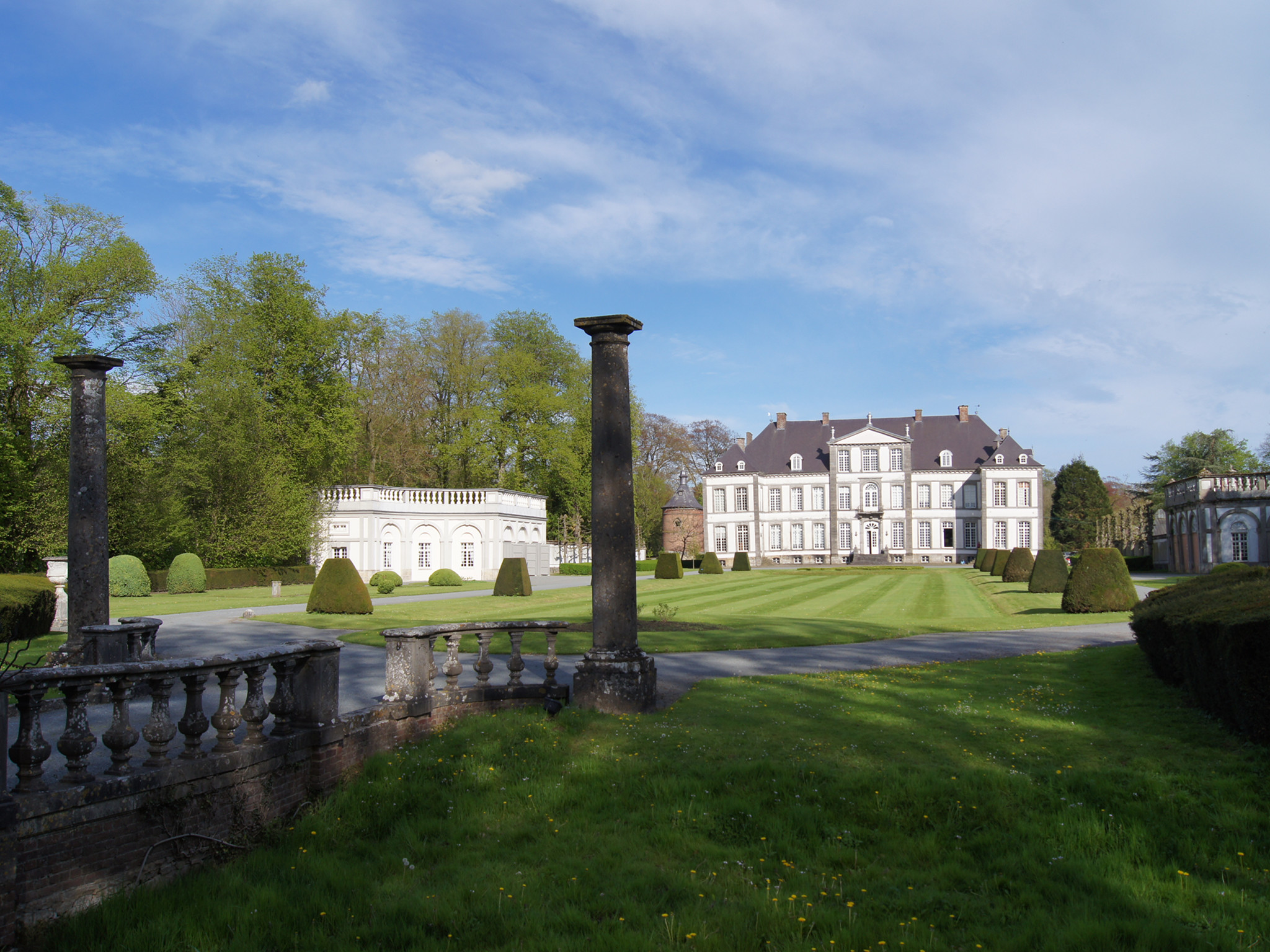